# Større end kærligheden
Større end kærligheden er en fransk stumfilm fra 1923 af Sessue Hayakawa og Édouard-Émile Violet.

## Medvirkende
- Sessue Hayakawa
- Tsuru Aoki
- Félix Ford
- Gina Palerme